# Rajko Janjanin
Rajko Janjanin (Karlovac, 18. siječnja 1957.), bivši je srbijanski nogometaš, jugoslavenski reprezentativac.

## Igračka karijera

### Klupska karijera
Igračku karijeru počeo je u rodnome Karlovcu. Afirmirao se u zagrebačkome Dinamu. Za Dinamo je sveukupno odigrao 209 utakmica i postigao 21 pogodak. Karijeru je nakon Dinama nastavio u Crvenoj zvezdi.
Najblistaviji trenutak njegove klupske karijere bio je 19. rujna 1984. godine u Kupu europskih prvaka kad je postigao hat-trick u drugom poluvremenu čime je Crvena zvezda preokrenula utakmicu protiv Benfice koju je gubila s 0:2. 1988. godine vratio se u Karlovac i kraće vrijeme nastupao za NK Karlovac u prvenstvu HNL-Sjever.

### Reprezentativna karijara
Igrao je za juniorsku i mladu reprezentaciju Jugoslavije u kojima je skupio ukupno 37 nastupa. Za seniorsku A reprezentaciju igrao je dva puta. 

## Trenerska karijera
Nakon igračke karijere posvetio se trenerskom poslu. Dugogodišnji je trener u nogometnoj akademiji Panathinaikosa. Bio je i skaut i pomoćnik prvog trenera.

## Priznanja

### Individualna
- Najbolji igrač na omladinskome turniru u Las Palmasu: 1974.[1]
- Najbolji igrač grčkoga prvenstva: 1985./86.

### Klupska
Dinamo Zagreb
- Kup maršala Tita (1): 1979./80.

Crvena zvezda
- Prvenstvo Jugoslavije (2): 1980./81., 1983./84.
- Kup maršala Tita (2): 1981./82., 1984./85.

### Reprezentativna
Jugoslavija
- VIII. Mediteranske igre – Split 1979. (1): zlato